# Borsószem hercegkisasszony (film, 2002)
A Borsószem hercegkisasszony (eredeti cím: Princess and the Pea) 2002-ben bemutatott amerikai–magyar 2D-s számítógépes animációs film, amely Hans Christian Andersen azonos című meséje alapján készült. Az animációs játékfilm rendezője Mark Swan, producerei Don A. Judd. A forgatókönyvet Forrest S. Baker és Ken Cromar írta, a zenéjét Alan Williams szerezte. A mozifilm a Feature Films for Families gyártásában készült, a Swan Productions forgalmazásában jelent meg. Műfaja fantasyfilm.
Amerikában 2002. augusztus 16-án mutatták be a mozikban. Magyarországon 2007. december 22-én a Duna TV-n vetítették le a televízióban.

## Cselekmény
Egy ősi prófécia beteljesülés előtt áll: ha nem derül fény a borsó titkára, a Szív királysága a tizennyolcadik királlyal véget ér. A király elsőszülött fia, Laird, épp most veszítette el az örökösödési jogot fiatalabb testvérével, Heath-tel szemben, és bosszút forral: elcseréli újszülött lányát Heath lányával, hogy a valódi utód közemberként nevelkedjen, anélkül, hogy bárki is tudomást szerezne róla. Közben lányát, Hildegardot a jövendő királynőnek nevelik.
Az idő telik, és egy nap Rolo herceg, Arveya királyságának hercege érkezik, aki egy nemes és jószívű hercegnőt keres. Ehhez egy varázsborsót használ, amely képes feltárni az emberek legmélyebb titkait. Hildegardban egy önző lányt talál, és beleszeret Dariába, egy szerény, tiszta szívű parasztlányba. De egy királyi vérű nőt kell feleségül vennie, mert ez a legfontosabb, vagy mégsem?

## Szereplők
| Szereplő       | Eredeti hang                    | Magyar hang          | Leírás                       |
| -------------- | ------------------------------- | -------------------- | ---------------------------- |
| Daria hercegnő | Amanda Waving                   | Ruttkay Laura        |                              |
| Rollo herceg   | Steven Webb Dan Finnerty (ének) | Dévai Balázs         |                              |
| Laird          | Ronan Vibert                    | Sztarenki Pál        |                              |
| Heath          | Lincoln Hoppe                   | Csík Csaba Krisztián |                              |
| Sebastian      | Nigel Lambert                   | Harsányi Gábor       |                              |
| Hildegarde     | Liz May Brice                   | Pálfi Kata           |                              |
| Helsa          | Eve Karpf                       | Náray Erika          |                              |
| Girda          | Hetty Baynes                    | Réti Szilvia         |                              |
| Windham király | Richard Ridings                 | Bálint Péter         |                              |
| Button         | Richard Ridings                 | Faragó András        |                              |
| Sasha          | Patsy Rowlands                  | Koffler Gizi         |                              |
| Kalapárus      | Kerry Shale                     | Vári Attila          |                              |
| Sarah hercegnő | Sarah Baker                     | Sági Tímea           | Heath király néhai felesége  |
| Fiatal Rollo   | Steven Webb                     | Czető Ádám           | Rollo herceg gyerekkori énje |

## Betétdalok
- Corazion
- That's What It Takes To Rule
- My Kingdom of the Heart
- The Secret of the Pea
- Perfect Princess
- The Wide Open World

## Televíziós megjelenések
Duna TV, TV2 